# Batman - A Máscara do Fantasma
Batman: Mask of the Phantasm (bra/prt: Batman - A Máscara do Fantasma) é um filme de animação norte-americano de 1993, dos gêneros ação e aventura, dirigido por Eric Radomski e Bruce Timm, com roteiro baseado na telessérie animada Batman: The Animated Series e nos gibis sobre o personagem Batman da DC Comics.
Lançado pela Warner Bros., é estrelado por Kevin Conroy como Batman e Mark Hamill como o Coringa, ambos reprisando seus papéis da série animada, e Dana Delany como a personagem Andrea Beaumont, criada para o filme. A história mostra a volta de Beaumont, uma antiga namorada de Bruce Wayne, a Gotham City, junto com a chegada de um vigilante que começa a eliminar chefões da máfia da cidade.

## Enredo
O filme é apresentado em uma narrativa entre o presente e flashbacks do passado.
Um jovem Bruce Wayne conhece Andrea Beaumont enquanto visita o túmulo de seus pais e ambos se apaixonam. Naquela noite, em uma de suas primeiras tentativas de combate ao crime, Bruce impede um roubo de um carro blindado, mas é desencorajado porque os criminosos não o temiam. Eventualmente, Bruce decide abandonar seus planos para se tornar um vigilante e propõe um casamento a Andrea. No entanto, Andrea misteriosamente deixa Gotham com seu pai, o empresário Carl Beaumont, terminando seu noivado em uma carta. Acreditando que perdeu sua última chance de ter uma vida normal, Bruce se torna o Batman.
Dez anos depois, Batman confronta um grupo de chefes do crime de Gotham City, liderados por Chuckie Sol, que pretendiam roubar milhões de dólares falsificados de um cassino. Sol tenta escapar em seu carro, quando uma figura encapuzada aparece e o mata, depois de forçá-lo a dirigir pela lateral de uma garagem e assim colidir em um prédio vizinho. Batman chega logo depois e os espectadores o culpam pela morte de Sol. O vereador Arthur Reeves diz à imprensa que Batman é uma ameaça (apesar dos protestos do Comissário Gordon). Atendendo a uma festa na Mansão Wayne, Reeves provoca Bruce por permitir que Andrea o deixasse.
A figura encapuzada assassina outro gângster, Buzz Bronski, no mesmo cemitério que Bruce conheceu Andrea. Batman investiga a morte de Bronski e vaga para a lápide de seus pais. Ele ouve Andrea falando no túmulo de sua mãe, assim como ela tinha feito quando conheceu Bruce pela primeira vez. Ela é surpreendida pela aparição de Batman e foge. Batman encontra evidências ligando Carl Beaumont com Sol, Bronski e um terceiro gangster: Salvatore Valestra. Ele invade a casa de Valestra e descobre uma foto de Bronski, Valestra, Sol e Beaumont sentados em uma mesa. Quando Batman visita Andrea para tentar obter mais respostas, ela o rejeita, insinuando que agora conhece sua verdadeira identidade. Enquanto isso, Valestra acredita que Batman matou os outros e que virá atrás dele, então ele pede ajuda ao Coringa.
O Fantasma chega à casa de Valestra, mas encontra o gângster morto pelas mãos do Coringa. O palhaço amarrou uma câmera no cadáver de Valestra e descobriu que o assassino não é Batman. O Fantasma misterioso escapa quando a casa explode. Batman persegue e luta contra o assassino, mas é interrompido pela polícia e resgatado da prisão por Andrea. Ela depois explica que junto de seu pai, ambos estavam se escondendo na Europa da gangue de Valestra, de quem Carl Beaumont devia dinheiro. Carl tinha implorado por mais uma chance, dizendo que devolveria o dinheiro e Valestra concordou, mas assim que eles se foram, Carl disse a Andrea que eles deveriam sair da cidade imediatamente. O dinheiro levaria semanas para ser adquirido e Valestra não poderia esperar. Andrea e Bruce tinham acabarado de ficar noivos, mas Carl disse a ela que ambos morreriam no dia seguinte se não escapassem. Angustiada, Andrea perguntou por que seu pai arruinou as suas vidas e Carl jurou que isso não iria ficar assim. Batman então, agora acredita que Carl é o assassino misterioso. Bruce ainda pondera retomar seu relacionamento com Andrea e desistir de ser Batman. Ele então, percebe um homem de aparência familiar no fundo da foto de Bronski, Valestra, Sol e Beaumont: o mesmo homem que se tornaria o Coringa! O palhaço visita Reeves para pressioná-lo por informações. Reeves insiste que o assassino encapuzado é Batman, mas Coringa, acreditando que Reeves é o assassino, o envenena com o Gás do Riso. Reeves é levado para o hospital, onde Batman aparece para interroga-lo. Reeves confessa que ajudou os Beaumonts a escapar, mas depois revelou à turma de Valestra onde eles estavam, porque Carl se recusou a ajudá-lo a financiar sua primeira campanha eleitoral.
O Fantasma encapuzado encontra o Coringa em seu esconderijo onde o vilão revela que descobriu que o assassino misterioso é Andrea, que tinha a intenção de vingar a morte de seu pai, matando cada membro sobrevivente da gangue de Valestra. Como os outros membros já estavam mortos, restava apenas o Coringa, que foi o responsável pelo assassinato do pai de Andrea. O Coringa luta contra Andrea, mas pouco antes de matá-la, Batman chega a tempo e implora que ela desista de sua vingança. Andrea se recusa e desaparece. Batman e Coringa lutam violentamente e ambos caem feridos. Momentos depois, Andrea retorna e pega o Coringa, dando adeus ao Batman antes de desaparecer com o palhaço maníaco. O parque de diversões explode e Batman quase não escapa. Mais tarde, Alfred consola Bruce, dizendo-lhe que ninguém poderia ter ajudado Andrea. Bruce encontra seu medalhão, contendo uma foto de si mesmo e Andrea, na Batcaverna . Enquanto isso, Andrea sai de Gotham sozinha em um transatlântico, sentindo-se completamente perdida. Batman está em cima de um prédio de Gotham quando o Bat-Sinal aparece no céu e desliza pela noite para continuar sua guerra contra o crime.

## Elenco
| Personagem              | Voz                 |  |
| ----------------------- | ------------------- |  |
| Bruce Wayne (Batman)    | Kevin Conroy        |  |
| Andrea Beaumont         | Dana Delany         |  |
| Arthur Reeves           | Hart Bochner        |  |
| Sal Valestra            | Abe Vigoda          |  |
| Chuckie Sol             | Dick Miller         |  |
| Buzz Bronski            | John P. Ryan        |  |
| Alfred Pennyworth       | Efrem Zimbalist Jr. |  |
| Comissário Gordon       | Bob Hastings        |  |
| Detetive Harvey Bullock | Robert Costanzo     |  |
| Coringa                 | Mark Hamill         |  |

## Produção

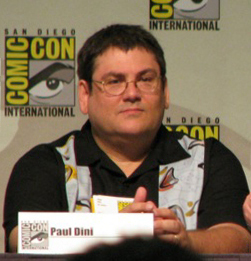
Paul Dini na San Diego Comic Con de 2007.

Com o sucesso da primeira temporada de Batman: A Série Animada na Fox, a Warner Bros designou Alan Burnett para escrever uma história para um longa-metragem da animação. A ideia original do filme era que Batman fosse capturado por seus inimigos no Asilo Arkham e fosse julgado por eles, pois queriam mostrar que ele era o culpado por torná-los os criminosos que viraram. A ideia, no entanto, foi considerada "muito inteligente", já que exigia que Batman ficasse imóvel por um longo tempo e assim, foi descartada e usada mais tarde no episódio da série "O Julgamento", que foi ao ar após o lançamento do filme. Embora o Coringa tenha um papel fundamental no filme, foi intenção de Burnett contar uma história distante da galeria dos vilões tradicionais do Batman. Burnett também citou que "queria fazer uma história de amor com Bruce porque ninguém havia realmente feito isso no programa de TV. Eu queria uma história que mostrasse o que se passa na cabeça dele". Na realidade, a produção originalmente não pretendia usar o Coringa no filme. Por outro lado, Paul Dini afirmou que o Coringa sempre fez parte do filme desde o início de sua produção. Os escritores foram altamente cautelosos em colocar o Coringa no filme, já que não queriam nenhuma conexão com Jack Nicholson do filme Batman (1989) de Tim Burton. O escritor Michael Reaves disse: "Nós então percebemos que poderíamos fazer sua aparição servir a história de uma maneira que nunca poderíamos usá-la em um live-action". A fim de manter o Coringa como uma ameaça solo, Bruce Timm e Burnett convenceram o frequente escritor da série animada Paul Dini a não usar Arlequina no filme por esse motivo. A mesma técnica foi usada anteriormente nos episódios "O Cassino do Coringa" e "O Estranho Segredo de Bruce Wayne".
Auxiliando Burnett a escrever o roteiro, estavam Martin Pasko, que lidava com a maioria das cenas do flashback; Reaves, que escreveu o clímax do filme e Dini, que afirma que "preencheu buracos aqui e ali". O enredo do filme foi fortemente influenciado pela minissérie Batman: Year Two, de 1987, escrita por Mike W. Barr e ilustrada por Alan Davis, Paul Neary, Alfredo Alcalá, Mark Farmer e Todd McFarlane. O clássico de 1941 de Orson Welles, Citizen Kane, serviu como uma influência para os flashbacks, uma história sobre a perda e a passagem do tempo. O design do Fantasma entrou em 20 versões diferentes até que uma foi encontrada, o que convenceu a equipe do filme. De acordo com Burnett, a ideia era fazer o Fantasma parecer-se com o fantasma do conto de natal de Charles Dickens, algo que até o Coringa menciona na versão final do filme.
No início da produção, a Warner Bros. decidiu lançar o filme como um lançamento teatral, em vez de direto ao vídeo. Isso deixou menos de um ano para o tempo de produção (a maioria dos recursos animados leva mais de dois anos, desde a história finalizada até a versão final). Devido a essa decisão, os animadores passaram por cima das cenas para acomodar a relação de aspecto teatral widescreen. O estúdio cooperou bem, concedendo aos cineastas uma grande quantidade de controle criativo.
A Warner Bros. também aumentou o orçamento de produção para US $ 6 milhões, o que deu aos cineastas a oportunidade para criar cenas mais elaboradas. A abertura contou com um voo através de uma Gotham City totalmente gerada por computador. Como uma piada visual, o diretor Kevin Altieri estabeleceu o clímax do filme dentro de um modelo automatizado em miniatura de Gotham City, onde Batman e o Coringa eram gigantes. Esta foi uma homenagem aos quadrinhos de Batman da era Dick Sprang, que muitas vezes apresentaram o herói lutando com um plano de fundo com adereços gigantescos (mais tarde eles fizeram outra homenagem aos trabalhos de Sprang em The New Batman Adventures no episódio "Lendas do Cavaleiro das Trevas"). Do começo ao fim, o filme foi concluído em oito meses.

## Bilheteria
Batman: Mask of the Phantasm foi lançado em 25 de dezembro de 1993 nos Estados Unidos em 1.506 cinemas, acumulando US $ 1.189.975 nos primeiros dois dias. O filme arrecadou ao todo US $ 5.617.391. Os cineastas culparam a Warner Bros. pela campanha de marketing mal-sucedida. O filme acabou gerando lucro com seus vários lançamentos de vídeos caseiros.

## Resposta crítica
Batman: Mask of the Phantasm recebeu críticas positivas dos críticos. O filme tem 82% de aprovação geral no Rotten Tomatoes com o consenso afirmando: "Elegante e admiravelmente respeitoso do material original. Batman: A Máscara do Fantasma é bem-sucedido já que muitas das adaptações de ação ao vivo do super herói falharam." Empire o citou como o melhor filme de animação de 1993 e descreveu que continha melhores histórias do que Tim Burton em Batman e Batman Returns. TV Guide se impressionou com o design da arte que foi apresentado. Além disso, o clímax do filme e a fuga de Batman do Departamento de Polícia de Gotham City foi considerada como uma sequência de ação bem elaborada. Richard Harrington do The Washington Post concordou com aspectos gerais que incluíram a animação, o design, o diálogo e o enredo, assim como a trilha sonora de Shirley Walker. Gene Siskel e Roger Ebert lamentaram não ter visto o filme durante o seu lançamento e deram ao filme uma crítica positiva, com o sentimento de que a animação era melhor do que Batman Returns e Batman Forever (de Joel Schumacher) e apenas ligeiramente abaixo do Batman (1989). A única reclamação de Siskel foi Mark Hamill como Coringa.
No entanto, Stephen Holden, do The New York Times, achava que o desempenho da voz era "plano e unidimensional". Chris Hicks, do Deseret News, sentiu que "o filme não ficou vivo até o terceiro ato", descrevendo que os animadores sacrificaram os visuais de enredo. Além disso, ele sentiu que Mark Hamill "roubou o show". Leonard Klady da Variety teve reações mistas em relação ao filme, mas sua revisão foi negativa em geral. Ele sentiu que os temas gerais e morais eram clichês e citou a animação como send "ponto de auto-paródia".

## Legado
Com o tempo, o filme se tornou um sucesso cult amado. Em uma lista de 2010, a IGN classificou Batman: Mask of the Phantasm como o 25º melhor filme de animação de todos os tempos. Nesse mesmo ano, a IGN também afirmou que era "a melhor história do grande filme do Cavaleiro das Trevas" até Batman Begins. Em 2011, a Total Film também nomeou Batman: Mask of the Phantasm como um dos maiores filmes de animação de todos os tempos, chegando ao 47º lugar em 50. Time classificou o filme como um dos 10 melhores de super-heróis em 2011. Wired chamou Kevin Conroy como "o melhor Batman em record" em 2009. Para comemorar o 20º aniversário do filme, uma exibição dele foi realizada em Santa Monica com membros do elenco como Kevin Conroy, Dana Delany e Mark Hamill presentes.